# Toaster Nsabata
Toaster Nsabata (Chingola, Zambia, 24 de noviembre de 1993) es un futbolista zambiano. Juega de guardameta y su equipo es el ZESCO United de la Primera División de Zambia. Es internacional absoluto por la selección de Zambia.

## Trayectoria
Nsabata comenzó su carrera en los clubes Nchanga Rangers y Zanaco FC de su país, etapa marcada por una lesión consecuencia de un accidente automovilístico en julio de 2015.
En enero de 2021, fichó por el ZESCO United. En agosto de ese año firmó por el Sekhukhune United de la Liga Premier de Sudáfrica.

## Selección nacional
En categorías inferiores, disputó la Copa Africana de Naciones Sub-23 de 2015.
Debutó con la selección de Zambia el 28 de noviembre de 2013 en un empate 1-1 ante Tanzania.

## Clubes
| Club              | País      | Año           |
| ----------------- | --------- | ------------- |
| Nchanga Rangers   | Zambia    | 2013-2015     |
| Zanaco FC         | Zambia    | 2015-2021     |
| ZESCO United      | Zambia    | 2021          |
| Sekhukhune United | Sudáfrica | 2021-2023     |
| ZESCO United      | Zambia    | 2023-presente |